# Piedra rúnica U Fv1976;107
La inscripción de la piedra rúnica localizada en la catedral de Upsala tiene asignado el código de identificación U Fv1976;107 en Rundata. Este código hace referencia a su ubicación (U de Uppland), al año y al número de página del ejemplar de la revista Fornvännen en la que se describe por primera vez. Se trata de una estela rúnica datada entre el final del siglo XI o el principio del XII que presenta una decoración del estilo Pr4.

## Descripción
La inscripción rúnica recorre el cuerpo de una bestia alargada que se retuerce formando tres bucles, rodeando con uno de ellos en la parte superior izquierda a una cruz cristiana. Se descubrió en 1975 durante una restauración de la catedral de Upsala formando parte de los materiales de construcción de un contrafuerte. Como muchas otras piedras rúnicas había sido reutilizada para la construcción de edificios, calzadas y puentes, antes de que se reconociera su valor histórico. La inscripción rúnica fue grabada y firmada por el maestro cantero Öpir, que trabajó en la región de Uppland durante la última parte del siglo XI y el comienzo del XII. Su inscripción se cataloga dentro del estilo Pr4, que se considera una etapa del estilo Urnes. Este estilo de decoración de piedras rúnicas se caracteriza por la utilización de animales delgados largos y estilizados se entrelazan en patrones apretados. Las cabezas de los animales están representadas de perfil y tienen ojos alargados con forma de almendra y suelen tener apéndices curvados sobre sus narices y cuellos.
En el texto rúnico falta un pronombre, la palabra «su» delante de «hermano». Se sabe que Öpir omitió otros pronombres posesivos, como en la piedra U 993 de Brunnby. Además falta la «R» final de rúnar (runas), que también omitió en inscripciones como U 181 de Össeby-Garn.
Los nombres personales que aparecen en la inscripción rúnica son: Ketilbjôrn que significa «Oso diferente» y Karlungr, originalmente usado como apodo, que significa «Hombre joven».

## Inscripción

### Transliteración de las runas a letras
...-arn * uk * brantr litu * risa * stin * at * karluk * faþur * sin in * kitilbiarn at * broþur ybir risti run

### Transcripción al nórdico antiguo
...[bj]ôrn(?) ok Brandr létu reisa stein at Kôrlung, fôdhur sinn, en Ketilbjôrn at bródhur. Œpir risti rúnar.

### Traducción
...-bjôrn y Brandr mandaron erigir la piedra en memoria de Karlungr, su padre; y Ketilbjôrn en memoria de (su) hermano. Œpir grabó las runas.